# انتخابات ریاست‌جمهوری اوکراین (۲۰۱۰)
انتخابات ریاست جمهوری اوکراین ۲۰۱۰ (انگلیسی: 2010 Ukrainian presidential election)، انتخابات ریاست جمهوری در اوکراین در روز ۱۷ ژانویه ۲۰۱۰، برگزار گردید. به خاطر اینکه هیچ کاندیدایی، اکثریت آرا را به‌دست نیاورد، انتخابات دور دوم ریاست جمهوری در روز ۷ فوریه، بین نخست‌وزیر یولیا تیموشنکو و رهبر حزب مخالف، ویکتور یانوکویچ برگزار گردید.
در روز ۱۴ فوریه، یانوکویچ با کسب ۴۸٫۹۵ درصد از آرای مردم، برنده و رئیس‌جمهور منتخب اعلام گردید. طبق ماده ۱۰۴ قانون اساسی اوکراین، رئیس‌جمهور در مدت ۳۰ روز پس از اعلام رسمی نتیجه انتخابات، باید به صورت رسمی سوگند یاد کند. پارلمان متعاقب آن، مراسم تحلیف ریاست جمهوری یانوکویچ را برای روز ۲۵ فوریه، تعیین کرد.